# Лёляй
Лёляй (лит. Lioliai, ранее рус. Ляле) — местечко в Кельмеском районе Шяуляйского уезда Литвы. Центр Лёляйского староства.

## География
Лёляй расположен на берегу реки Дратвуо, правого притока Дубисы. В деревне присутствует пруд.

## История
В 2009 году был утвержден герб местечка Лёляй.

## Население
| 1841                           | 1867* | 1897 | 1902 | 1923 | 1959 | 1970 |
| ------------------------------ | ----- | ---- | ---- | ---- | ---- | ---- |
| 268                            | 264   | 264  | 378  | 262  | 187  | 278  |
| 1979                           | 1980  | 1986 | 1989 | 2001 | 2011 | -    |
| 339                            | 400   | 479  | 483  | 544  | 485  | -    |
| Гистограмма динамики населения |       |      |      |      |      |      |